# Wolfram Stender

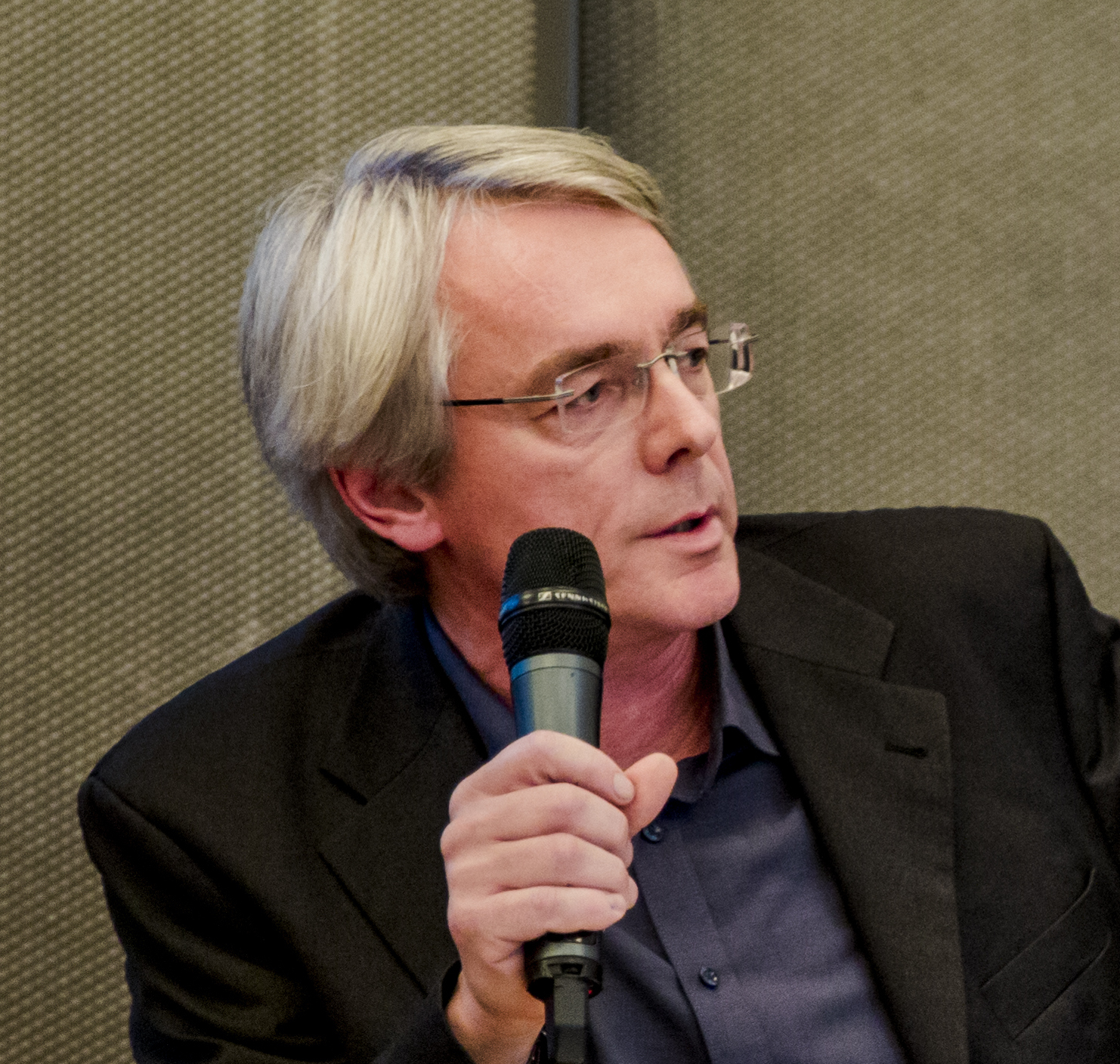
Wolfram Stender (2016)

Wolfram Stender (* 1962) ist ein deutscher Soziologe und Hochschullehrer.

## Leben
Nach einem Studium der Soziologie, Philosophie und Sozialpsychologie promovierte Wolfram Stender an der Gottfried Wilhelm Leibniz Universität Hannover bei Detlev Claussen und Alfred Krovoza über den Ideologiebegriff der Kritischen Theorie.
Seit 2003 ist Stender Professor für Soziologie, zunächst an der Evangelischen Fachhochschule Hannover, seit 2007 an der Hochschule Hannover. Seine Arbeitsschwerpunkte umfassen kritische Gesellschaftstheorie, Formen des Rassismus, Antisemitismus und Antiziganismus/Rassismus gegen Sinti und Roma sowie Politische Psychologie ideologischer Syndrome. Stender gilt als Vertreter der Kritischen Theorie.
Stender ist Mitbegründer der Recherche- und Informationsstelle Antisemitismus in Niedersachsen (RIAS Niedersachsen). Er war Mitglied der Unabhängigen Kommission Antiziganismus.

## Veröffentlichungen (Auswahl)
- Kritik und Vernunft. Studien zu Horkheimer, Habermas und Freud. Zu Klampen, Lüneburg 1996. ISBN 978-3-9242-4555-9
- Interkulturelle und antirassistische Bildungsarbeit. Projekterfahrungen und theoretische Beiträge. Brandes & Apsel, Frankfurt 2003.
- Konstellationen des Antisemitismus: Antisemitismusforschung und sozialpädagogische Praxis. VS Verlag für Sozialwissenschaften, Wiesbaden 2010.
- Soziale Arbeit als kritische Handlungswissenschaft. Beiträge zur (Re-)Politisierung Sozialer Arbeit. Blumhardt, Hannover 2013. (Volltext)
- Konstellationen des Antiziganismus. Theoretische Grundlagen, empirische Forschung und Vorschläge für die Praxis. Springer VS, Wiesbaden 2016.
- Rassismuskritik. Eine Einführung. Kohlhammer Verlag, Stuttgart 2023.
- Ethnische Erweckungen. Zum Funktionswandel von Ethnizität in modernen Gesellschaften – ein Literaturbericht. In: Mittelweg 36. 24. Juni 2000 (PDF)
- Coacción A La Identidad Y Odio A Los Judíos. Sobre La Actualidad Del Antisemitismo. In: Constelaciones. Revista de Teoría Crítica, Vol. 4, 2012/13 ()